# Ударное (Белогорский район)
Уда́рное (до 1945 года Бочала́; укр. Ударне, крымскотат. Boçala, Бочала) — село в Белогорском районе Республики Крым, входит в состав Мельничного сельского поселения (согласно административно-территориальному делению Украины — Мельничного сельского совета Автономной Республики Крым).

## Население
| 2001 | 2014 |
| ---- | ---- |
| 398  | ↘290 |

Всеукраинская перепись 2001 года показала следующее распределение по носителям языка
| Язык             | Процент |
| ---------------- | ------- |
| русский          | 42.96   |
| крымскотатарский | 41.46   |
| украинский       | 15.58   |

### Динамика численности
| - 1892 год — 28 чел. - 1900 год — 33 чел. - 1926 год — 212 чел. - 1939 год — 205 чел. | - 1989 год — 420 чел. - 2001 год — 398 чел. - 2009 год — 420 чел. - 2014 год — 290 чел. |

## Современное состояние
На 2017 год в Ударном числится 5 улиц; на 2009 год, по данным сельсовета, село занимало площадь 136,5 гектара на которой, в 105 дворах, проживало 420 человек. В селе действуют сельский клуб, библиотека-филиал № 30, фельдшерско-акушерский пункт. Ударное связано автобусным сообщением с райцентром, Симферополем и соседними населёнными пунктами.

## География
Ударное — село на севере района, у границы с Красногвардейским районом, в степной зоне Крыма, высота над уровнем моря — 169 м. Соседние сёла: Мельничное в 3,2 км западнее и Луговое — 4,5 км на южнее.
Расстояние до райцентра — около 28 километров (по шоссе), до ближайшей железнодорожной станции Симферополь — примерно 49 километров. Транспортное сообщение осуществляется по региональной автодороге 35Н-125 Ударное — Красногорское (по украинской классификации — С-0-10349).

## История
Первое документальное упоминание села встречается в Камеральном Описании Крыма… 1784 года, судя по которому, в последний период Крымского ханства Бочела входила в Борулчанский кадылык Карасубазарского каймаканства.
После присоединения Крыма к России 8 февраля 1784 года, видимо, вследствие эмиграции крымских татар в Турцию, деревня опустела и в XIX веке на картах отмечалась либо, как пустующая — на военно-топографической карте генерал-майора Мухина 1817 года, или как развалины (карта 1842 года). Согласно энциклопедическому словарю «Немцы России», было возрождено в 1879 году крымскими немцами лютеранами, на 2400 десятинах земли.
После земской реформы 1890 года деревню отнесли к возрождённой Табулдинской волости.
Вновь Бочала встречается в «…Памятной книжке Таврической губернии на 1892 год», где в деревне Бочала, входившей в Бочалинское сельское общество, числилось 28 жителей в 7 домохозяйствах, владевших 2755 десятинами земли. На верстовой карте 1893 года в деревне обозначено также 7 дворов с немецким населением. По «…Памятной книжке Таврической губернии на 1902 год» в деревне Бочала, входившей в Бочалынское сельское общество, числилось 33 жителя в 7 домохозяйствах. По Статистическому справочнику Таврической губернии. Ч.II-я. Статистический очерк, выпуск шестой Симферопольский уезд, 1915 год, в Табулдинской волости Симферопольского уезда числились 3 хутора Бочала с русским населением. Хутор Степановка — 3 двора, 19 человек приписных жителей и 15 — «посторонних», из которых 23 мужчины и 11 женщин. Жители владели 390 десятинами удобной земли. В хозяйствах имелось 11 лошадей, 12 волов, 11 коров и 10 голов мелкого скота. Хутор Самбурских — 5 дворов, 40 приписных, 3 «посторонних» (24 мужчины и 40 женщин, 257 десятин удобной земли, 12 лошадей, 36 волов, 4 коровы и 10 голов мелкого скота). Хутор Эльвейна Якова Филипповича — 8 дворов, 92 приписных и 1 посторонний (51 мужчина и 42 женщины, 1481 десятина удобной земли, 51 лошадь, 14 волов, 11 коров и 10 голов мелкого скота), население на 1918 год составляло 66 человек. Согласно списку 1915 года «…отдельных русских подданных из австрийских, венгерских или германских выходцев, владеющих землёю…» при деревне Бочала отмечены 2 крупных владения: Мантель Генриха Мартыновича, имевшего 310 десятин, 1803 квадратной сажени земли и Эльвейн Якова Филипповича — 1483 десятин, 2220 квадратных саженей.
После установления в Крыму Советской власти, по постановлению Крымревкома от 8 января 1921 года была упразднена волостная система и село вошло в состав Карасубазарского уезда, а в 1922 году уезды получили название округов. 11 октября 1923 года, согласно постановлению ВЦИК, в административное деление Крымской АССР были внесены изменения, в результате которых был создан Карасубазарский район и село включили в его состав. Согласно Списку населённых пунктов Крымской АССР по Всесоюзной переписи 17 декабря 1926 года, в селе Бочала, в составе упразднённого к 1940 году Аргинчикского сельсовета Карасубазарского района, числилось 40 дворов, из них 39 крестьянских, население составляло 212 человек, из них 195 русских, 13 украинцев, 3 татар и 1 немец, действовала русская школа. В 1929 году в селе образован колхоз имени Сталина. Постановлением ВЦИК от 10 июня 1937 года был образован новый, Зуйский район — село передано в его состав, где стало центром сельсовета. По данным всесоюзной переписи населения 1939 года в селе проживало 205 человек.
В 1944 году, после освобождения Крыма от фашистов, 12 августа 1944 года было принято постановление № ГОКО-6372с «О переселении колхозников в районы Крыма» и в сентябре 1944 года в район приехали первые новоселы (212 семей) из Ростовской, Киевской и Тамбовской областей, а в начале 1950-х годов последовала вторая волна переселенцев из различных областей Украины. Указом Президиума Верховного Совета РСФСР от 21 августа 1945 года Бочалу переименовали в Ударное и Бочалинский сельсовет — в Ударновский. В 1954 году село передано в состав Украинской ССР, в том же году колхозы сельсовета объединены в колхоз «За мир» с центральной усадьбой в Мельничном. После ликвидации в 1959 году Зуйского района, село включили в состав Белогорского. Время упразднения сельсовета пока не установлено (вероятно, это произошло при объединении колхозов в 1954 году) — на 15 июня 1960 года село уже числилось в составе Мельничного. По данным переписи 1989 года в селе проживало 420 человек. С 12 февраля 1991 года село в восстановленной Крымской АССР, 26 февраля 1992 года переименованной в Автономную Республику Крым. С 21 марта 2014 года в составе Крыма аннексировано Россией.
12 мая 2016 года парламент Украины, не признающий российскую аннексию, принял постановление о присвоении селу наименования Бочала (укр. Бочала), в соответствии с законами о декоммунизации, однако данное решение не вступает в силу до «возвращения Крыма под общую юрисдикцию Украины».